# Reitsch

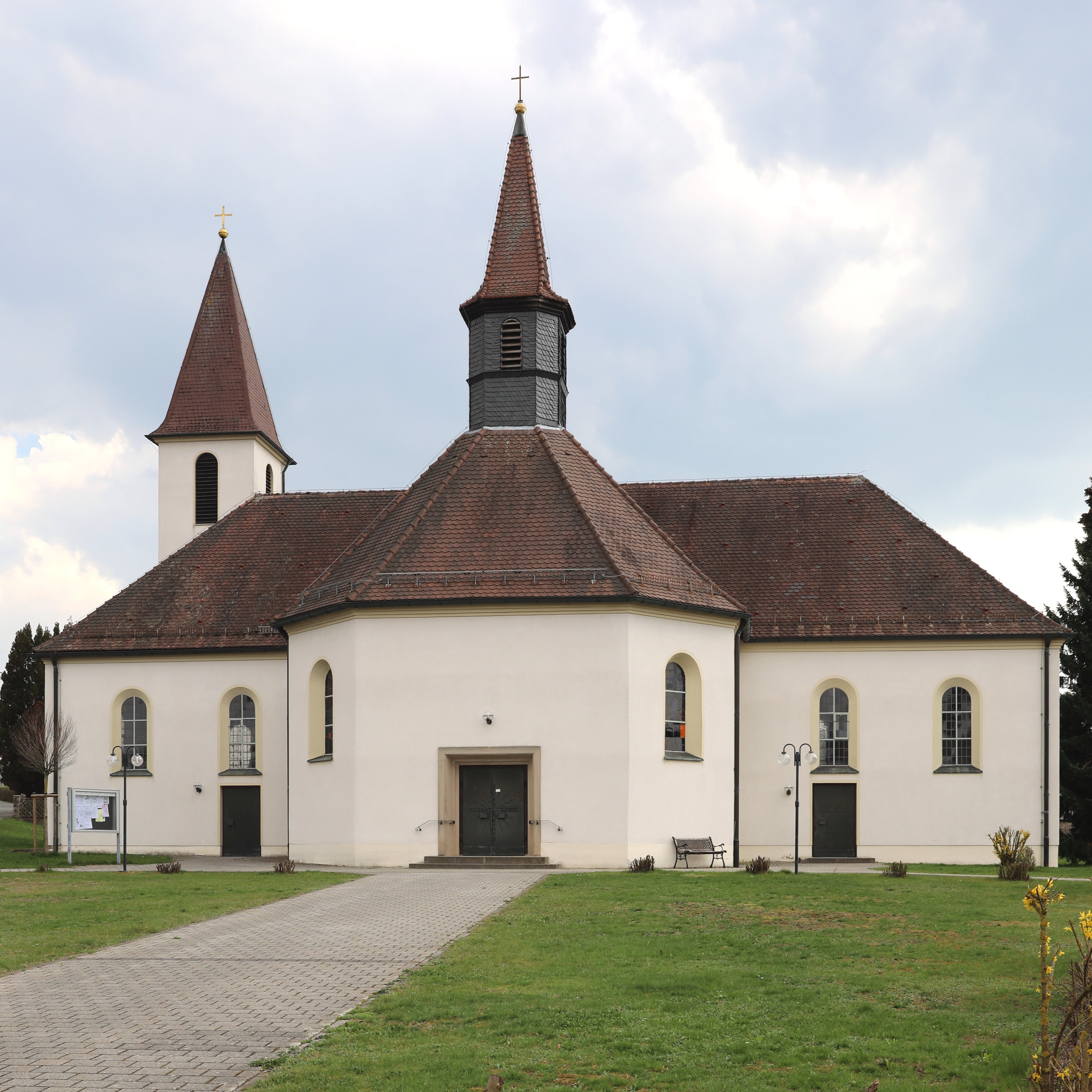
Heilig-Kreuz-Kirche

Reitsch ist ein Gemeindeteil von Stockheim im oberfränkischen Landkreis Kronach in Bayern.

## Geographie
Das Kirchdorf liegt am linken Ufer der Haßlach und am Grünerbach, einem linken Zufluss der Haßlach. Eine Gemeindeverbindungsstraße führt nach Wolfersdorf (1,2 km nordwestlich) bzw. nach Gundelsdorf zur Bundesstraße 85 (1,1 km südlich). Eine weitere Gemeindeverbindungsstraße verbindet mit Glosberg (1,8 km südöstlich). Ein Anliegerweg führt nach Büttnerszeche (0,8 km östlich).

## Geschichte
Erstmals urkundlich erwähnt wurde Reitsch 1180 mit dem aus dem Slawischen stammenden Namen „Richs“, als der Bamberger Bischof Otto II. den Ort zusammen mit den Dörfern „Pascik“ (Posseck) und „Richcendorf“, „Reiczendorf“ oder „Reisendorf“, einem später abgegangenen Ort, der zwischen Neukenroth und Reitsch gelegen war, dem Kloster Langheim übergab. Von 1417 bis 1647 befand sich Reitsch im Besitz thüringischer Edelleute. Im 17. Jahrhundert wurde auf dem Gebiet der sogenannten Büttnerszeche Steinkohlebergbau betrieben.
Gegen Ende des 18. Jahrhunderts gab es in Reitsch 26 Anwesen. Das Hochgericht übte das bambergische Centamt Kronach aus. Die Dorf- und Gemeindeherrschaft hatte das Vogteiamt Kronach. Grundherren waren das Kastenamt Kronach (4 Güter, 8 Halbgüter, 1 Fünfachtelgut, 1 Dreiachtelgut) und die Stadt Kronach (Stadtlehen: 2 Halbgüter; ehemaliges Rittergut Haßlach: 1 Zinshof, 7 Sölden, 2 Häuser). Neben den Anwesen gab es noch ein Gemeindehirtenhaus und eine Gemeindeschmiede.
Mit dem Ersten Gemeindeedikt wurde 1808 der Steuerdistrikt Reitsch gebildet, zu dem Birkach, Glosberg, Letzenberg, Letzenhof und Vonz gehörten. Mit dem Zweiten Gemeindeedikt 1818 entstand die Ruralgemeinde Reitsch. Sie war in Verwaltung und Gerichtsbarkeit dem Landgericht Kronach zugeordnet und in der Finanzverwaltung dem Rentamt Kronach, 1919 in Finanzamt Kronach umbenannt. In der ersten Hälfte des 19. Jahrhunderts wurde auf dem Gemeindegebiet Büttnerszeche gegründet. Ab 1862 gehörte Reitsch zum Bezirksamt Kronach, 1939 in Landkreis Kronach umbenannt. Die Gerichtsbarkeit blieb beim Landgericht Kronach, 1879 in das Amtsgericht Kronach umgewandelt. Die Gemeinde hatte eine Fläche von 4,527 km².
Im Jahr 1870 wurde der Name der damaligen Gemeinde Raitsch amtlich in Reitsch geändert. Am 1. Januar 1975 wurde Reitsch im Zuge der Gebietsreform in Bayern in Stockheim eingegliedert.

### Einwohnerentwicklung
Gemeinde Reitsch
| Jahr      | 1818  | 1840   | 1852   | 1855   | 1861   | 1867   | 1871   | 1875   | 1880   | 1885   | 1890   | 1895   | 1900   | 1905   | 1910   | 1919   | 1925   | 1933   | 1939   | 1946   | 1950   | 1952   | 1961  | 1970   |
| Einwohner | 147   | 196    | 216    | 213    | 230    | 246    | 253    | 280    | 302    | 294    | 282    | 277    | 303    | 319    | 333    | 319    | 348    | 338    | 371    | 433    | 442    | 461    | 547   | 571    |
| Häuser    | 28    |        |        |        |        |        | 37     |        |        | 39     | 42     |        | 38     |        |        |        | 47     |        |        |        | 60     |        | 90    |        |
| Quelle    | [ 7 ] | [ 12 ] | [ 12 ] | [ 12 ] | [ 13 ] | [ 14 ] | [ 15 ] | [ 16 ] | [ 17 ] | [ 18 ] | [ 19 ] | [ 12 ] | [ 20 ] | [ 12 ] | [ 21 ] | [ 12 ] | [ 22 ] | [ 12 ] | [ 12 ] | [ 12 ] | [ 23 ] | [ 12 ] | [ 8 ] | [ 24 ] |

Ort Reitsch
| Jahr      | 001818 | 001861 | 001871 | 001885 | 001900 | 001925 | 001950 | 001961 | 001970 | 001987 |
| Einwohner | 147    | 230 *  | 243    | 284    | 281    | 302    | 405    | 518    | 546    | 526    |
| Häuser    | 28     |        |        | 37     | 36     | 42     | 55     | 86     |        | 140    |
| Quelle    | [ 7 ]  | [ 13 ] | [ 15 ] | [ 18 ] | [ 20 ] | [ 22 ] | [ 23 ] | [ 8 ]  | [ 24 ] | [ 25 ] |

## Bauwerke

### Katholische Filialkirche Heilig Kreuz
Im Jahr 1933 wurde ein Kirchenbauverein gegründet, der ab 1952 an Stelle einer Kapelle aus dem Jahr 1894 die Heilig-Kreuz-Kirche errichten ließ. Am 2. August 1953 konsekrierte der Bamberger Erzbischof Joseph Otto Kolb das vom Kronacher Architekten Lothar Porzelt geplante Gotteshaus. 1970/71 folgte eine Erweiterung durch den Anbau von zwei Seitenflügeln nach Plänen des Kronacher Architekten Baptist Detsch. Den völlig neu gestalteten Kirchenbau weihte am 13. Juni 1971 der Weihbischof in Bamberg Martin Wiesend. Das Altarwandgemälde und die farbigen Glasfenster entwarf der Kronacher Künstler Horst Böhm. Der 25,5 Meter hohe Glockenturm entstand 1976. Im Jahr 1992 wurde die Filialkirche Reitsch von Neukenroth nach Glosberg umgepfarrt.

### Baudenkmäler
In der Bayerischen Denkmalliste sind zwei Baudenkmäler aufgeführt:
- Gedenksäule
- Bildstock

Die folgenden Häuser listete Tilmann Breuer in dem Buch Landkreis Kronach von 1964 mit ihren ursprünglichen Hausnummern als Kunstdenkmale auf. Sie werden in der Denkmalschutzliste nicht geführt, da sie entweder nicht aufgenommen, abgebrochen oder stark verändert wurden.
- Haus Nr. 6: Von einem eingeschossigen Wohnstallbau des 17./18. Jahrhunderts mit Satteldach ist der Wohnteil als verschieferter Blockbau erhalten; auf der Hofseite befinden sich profilierte Balkenköpfe, die Verschieferung ist dekorativ bemalt.[28]
- Haus Nr. 18: Eingeschossiger Wohnstallbau mit Mansard-Satteldach, wohl vom Anfang des 19. Jahrhunderts, der Wohnteil ist ein verschieferter Blockbau.[28]
- Haus Nr. 23: Eingeschossiger Wohnstallbau, im Kern aus dem 18. Jahrhundert. Die Umfassungsmauern wurden massiv erneuert, auf der Hofseite befinden sich profilierte Balkenköpfe. Die Verschieferung des Giebels hat eine dekorative Bemalung des 19. Jahrhunderts. Der Stallteil wurde völlig erneuert.[28]

## Religion
Der Ort ist römisch-katholisch geprägt und war bis 1992 nach St. Katharina in Neukenroth gepfarrt. Die protestantische Minderheit ist nach St. Laurentius in Burggrub gepfarrt.